# René Bahlburg
René Bahlburg (* 9. Juni 1988 in Darmstadt) ist ein deutscher Volleyballspieler.

## Karriere
Bahlburg begann seine Volleyball-Karriere 1998 in der Nähe von Lüneburg bei seinem Heimatverein TSV Gellersen. Dort hatte sein Vater die Volleyball-Abteilung gegründet. Aus der Oberliga wechselte der Außenangreifer 2006 zu den Volley YoungStars, der Nachwuchsmannschaft des Bundesligisten VfB Friedrichshafen, die in der zweiten Liga spielte. In dieser Zeit absolvierte er auch seine ersten Einsätze in der deutschen Junioren-Nationalmannschaft. 2008 ging Bahlburg zum Erstligisten SG Eltmann. Als der Verein ein Jahr später Insolvenz anmelden musste, konnte er seine Karriere beim Nachfolger VC Franken fortsetzen. Doch dieses Projekt endete nach einer Saison mit dem Zwangsabstieg. Bahlburg wechselte daraufhin zum TV Rottenburg, mit dem er sich gleich für den Europapokal qualifizierte. 2014 ging er zurück zur in die erste Bundesliga aufgestiegenen SVG Lüneburg und erreichte 2015 das DVV-Pokalfinale. 2016 beendete Bahlburg seine Karriere.